# Claes Törner
Claes Adrian Törner, född 31 december 1867 i Fagerhults församling, död 30 september 1943 i Vadstena församling, var en svensk präst. 

## Biografi
Claes Törner föddes 1867 i Fagerhults socken. Han var kyrkoherde i Vadstena församling, kontraktsprost i Dals kontrakt (efter dettas upphörande i Dals och Lysings kontrakt), predikant vid Birgittas sjukhus och länslasarettet i Vadstena, ordförande i kyrkofullmäktige för Vadstena och S:t Pers församlingar, ordförande i kyrkostämman i Strå församling, ordförande i Vadstena och S:t Pers kyrkoråd och skolråd, ordförande i Står församlings kyrkoråd och skolråd, ordförande i pastoratsstämman i Vadstena, S:t Pers och Strå församlingar och missionsombud för kyrkans mission i Dals kontrakt. Törner utnämndes till LNO. Törner avled 1943 i Vadstena församling.

### Familj
Törner gifte sig 1910 med politikern Ragnhild Lange i Vadstena.